# Gare d'Ikegami
La gare d'Ikegami (池上駅, Ikegami-eki) est une gare ferroviaire de la ville de Tokyo au Japon. Elle est située dans l'arrondissement d'Ōta. La gare est gérée par la compagnie Tōkyū.

## Situation ferroviaire
La gare d'Ikegami est située au point kilométrique (PK) 9,1 de la ligne Tōkyū Ikegami.

## Histoire
La gare d'Ikegami est inaugurée le 6 octobre 1922. 

## Service des voyageurs

### Accueil
La gare dispose d'un bâtiment voyageurs, avec guichets, ouvert tous les jours.

### Desserte
- Ligne Ikegami :
  - voie 1 : direction Kamata
  - voie 2 : direction Yukigaya-ōtsuka, Hatanodai et Gotanda

## Dans les environs
- Honmon-ji